# Бой у Будзиски
Бой у Будзиски — одно из вооруженных столкновений в ходе Польского восстания 1830—1831 годов, которое произошло 7 (19) июня 1831 года близ населённого пункта Будзиска, между польскими повстанческими отрядами под началом Карла Турно и Антония Янковского и частями русской императорской армии под командованием генерала Фёдора Васильевича Ридигера.

## Перед сражением
После сражения под Остроленкой, русская армия, в ожидании прибытия подкреплений, оставалась в окрестностях Пултуска — Голымина — Макова; польская армия старалась в это время восстановить свои силы и решилась на экспедицию против Ридигера, стоявшего в Люблине.
2 (14) июня 1831 года польские отряды начали движение, и 6 (18) июня 1831 года генерал Янковский с 11-и тысячным войском достиг Гулова (у Адамова), куда должен был подойти Джероламо Рамарино (5000 человек) и Самуэль Ружицкий (1000 чел.), чтобы атаковать Ридигера с фронта и оттеснить его от реки Буг, в то время, как Войцех Хшановский зайдет от Замостья в тыл русским. Положение Ридигера в Люблине было изолированным и на помощь он не мог рассчитывать; еще 3 (15) июня 1831 года он получил известия, что русские посты у Коцка, Замостья, Казимержа и Пулав оттеснены, а Ромарино ожидает подкреплений, поэтому решил попытаться разбить его, а в случае неудачи отойти на Холм.

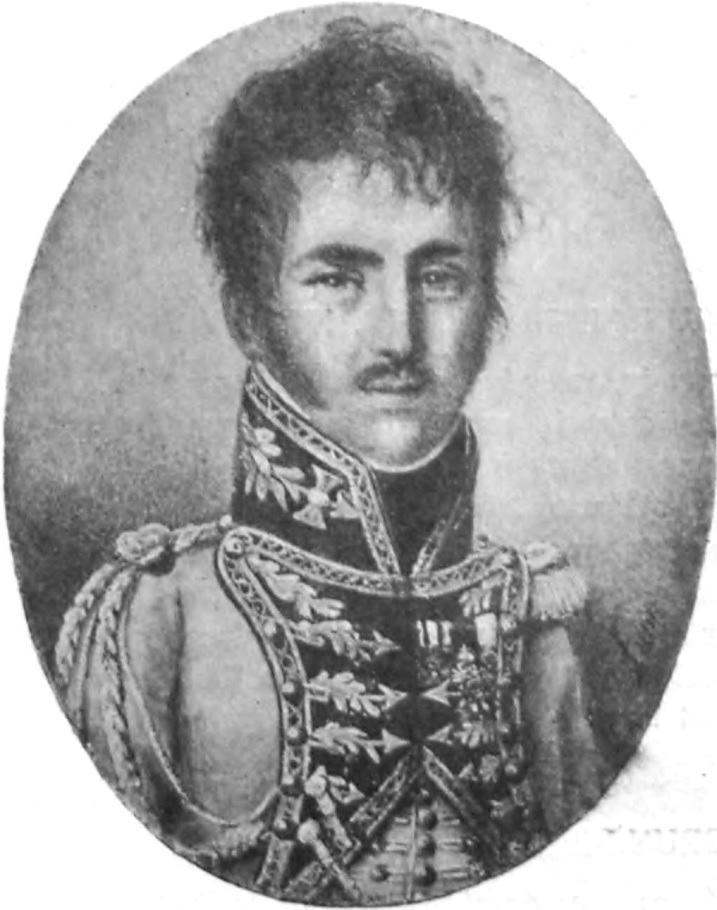
Генерал А. Янковский
(за многочисленные неудачи, одной из которых стал и этот бой, был зверски убит толпой разъярённых поляков, «за предательство Ноябрьского восстания»)

В 2 часа ночи 5 (17) июня 1831 года Ридигер (8500 человек) скрытно выступил из Люблина, через Камионку и Мехов, пройдя в сутки более 50 километров, достиг реки Вепрж, перешел вброд против Лысобык и 6 (18) июня 1831 года занял позицию у Пржиточно, где сходятся дороги из Коцка, Адамова, Окржеи и Рык. В тот же день Янковский вступил в пространство между Будзиско, Серокомлею и Коцком. Ромарино расположился около Подлодова; Коцк и Баранов также были заняты неприятелем. Положение Ридигера, окруженного с трех сторон, было критическое; тем не менее он решил прежде всего атаковать ближайшие отряды и привлечь внимание врага демонстрациями. Янковский, опасаясь, чтобы Ридигер не ускользнул, выслал конную бригаду в Коцк, отряд Турно направил к Будзиски, а сам с двумя полками остался в Серокомле.
Генерал Ридигер перешел в наступление: сам (около 4000 человек) пошел правой дорогой на Будзиск; через деревню Харлеов для обеспечения себя справа, со стороны Коцка, выслал генерал Плахово (1.600 солдат) с приказанием маневрировать между Серокомлей и Коцком; по левой, кратчайшей на Будзиск дороге двинулся генерал Денис Васильевич Давыдов (2.400 военнослужащих).

## Битва
Давыдов, подойдя в 4 часа утра к Будзискому лесу, наткнулся при выходе из него на выступивший из Будзиски отряд Турно (3500 человек). Завязался бой: 20-й егерский полк ворвался в лес, но вскоре был вытеснен поляками на поляну, где бой продолжился. Ридигер слыша канонаду на левом фланге, повернул влево и завязал дело с войсками у Будзиски, составлявшими резерв Турно, но они отошли за Будзиск и фланговым маршем приблизились к дороге, ведущей из Харлеова в Серокомлю, в надежде войти в связь с ожидаемым подкреплением, чем изолировали сражавшихся с Давыдовым, которые, слыша стрельбу в тылу, стали отступать на резерв. Они могли быть совершенно отрезаны и окружены, но появление по дороге из Серокомли неприятельской колонны вызвало у Ридигера опасение, что Янковский, заняв это селение, будет действовать ему во фланг и тыл; поэтому он не решился удаляться от Харлеова, а направил в Будзиск 1 батальон Полтавского полка, усилил правый фланг 4 орудиями, придвинул свой левый фланг к лесу, ввел в него 2 батальона, а к опушке придвинул 1 дивизион драгун.
Польский 3-й егерский полк, теснимый с фронта егерями Давыдова, а во фланг батальоном, посланным Ридигером, был совершенно расстроен: 2 батальона почти уничтожены, 2 офицера и 506 нижних чинов взяты в плен, а остатки отошли в Гуловскую Волю; сюда отступил и Янковский, не подав помощи Турно, выдержавшему шестичасовой бой. Между тем Плахово выслал между Коцком и Серокомлей погоню за обозом, который вскоре был захвачен. Покончив с обозом, генерал Сергей Николаевич Плахово обратился навстречу двигавшемуся из Коцка отряду Рожицкого и атаковал его близ Талчина; Рожицкий уклонился за речку, а на следующий день отошел к Окржее, куда вечером 7 (19) июня 1831 года прибыл Янковский, найдя там Ромарино, отошедшего во время боя у Будзиски.
Потери русских составили убитыми и ранеными 6 офицеров и 157 нижних чинов. Ридигер отступил на позицию у Пржиточно, а 8 (20) июня 1831 года выступил из Пржиточно на Коцк, Любартов и Ленчну, куда прибыл 10 (22) июня 1831 года и восстановил сообщение с III пехотным корпусом Паисия Сергеевича Кайсарова, расположенным на границе Волынской губернии.